# Падіння лицаря (Доктор Хаус)
«Падіння лицаря» (англ. Knight Fall)  — сімнадцята серія шостого сезону американського телесеріалу «Доктор Хаус». Прем'єра епізоду проходила на каналі FOX 19 квітня 2010. Доктор Хаус і його нова команда мають врятувати хлопця, який думає, що він лицар.

## Сюжет
Після виграшу у лицарському турнірі у Вільяма виникає крововилив у очні яблука та судоми. В лікарні команда дізнається, що хлопець тижнями живе у містечку, яке нагадує часи середньовіччя. Тринадцята вважає, що у пацієнта алергія на щось і Хаус наказує їй та Форману перевірити містечко. Тауб думає, що у нього гематома, Хаус наказує Таубу і Чейзу зробити МРТ. Сканування не виявляє гематому, але у Вільяма починається блювання. Тауб вважає, що у нього харчове отруєння. Форман підтримує його ідею, оскільки у містечку не підтримують особисту гігієну. До того ж у наметі Форман знаходить виблюване око корови, яке має з'їсти кожен лицар.
Команда перевіряє всі речі, які привернули їхню увагу у містечку. Також перевіряють пацієнта на різні алергени. Під час першої перевірки у хлопця різко виникає тахікардія і з'являється пухирі на грудях. Тринадцята вважає, що у Вільяма резистентий золотистий стафілокок. Хаус наказує перевірити цю версію, почати лікування антибіотиками і перевести пацієнта до ізолятора. Невдовзі інфекція поширюється на спину, а Чейз і Тауб розуміють, що Тринадцята помилилась. Хаус думає, що хлопець отруївся отруєним плющем, але у нього виникає ще одна тахікардія. Хаус наказує лікувати трихіноз і зробити біопсію м'язів для підтвердження. Невдовзі у Вільяма виникає рабдоміоліз, що вказує на відмову нирок. Хаус запевнений, що всі симптоми вказують на зовнішній чинник. Команда вважає, що це не так, але Хаус наполягає на перевірці будинку. Тауб вважає, що у хлопця рак, тому Форман просить Чейза і Тринадцяту перевірити будинок, а він з Таубом зробить ультразвук.
Ультразвук показав велику кількість пухлин, які насправді не є ними, а Тринадцята і Чейз знайшли убудинку таємну кімнату, в якій повно відьомських предметів. Хаус розуміє, що у пацієнта отруєння свинцем і наказує зробити біопсію кісток. Вільяму стає гірше, а біопсія виявляється негативною. Хаус вирішує разом з Тринадцятою переодягтися у місцевих жителів і ще раз обшукати містечко. В аптеці Хаус знаходить болиголов. Аптекар зізнається, що майже не тямить у знахарстві і продав цю "дику моркву" королю містечка. Команда розуміє, що король хотів отруїти Вільяма, оскільки той закоханий у королеву. Хоча команда почала лікування, пацієнту не стає краще. Хаус розуміє, що не один болиголов спричинив погіршення стану здоров'я. "Пухлини", які Форман і Тауб знайшли на ультразвуці, були скупченням пурпури, що вказує на енкордин. Новий діагноз та рабдоміоліз вказують на вживання стероїдів. Команда починає лікування і осоромлений Вільям одужує.

## Цікавинки
- Хаус дізнається, що Вілсон почав зустрічатися з першою дружиною і намагається їх посварити.